# 竜エリザ
竜 エリザ（りゅう エリザ、1959年10月22日 - ）は、主に1970年代後半期に活動した日本の元歌手。沖縄県出身。本名は同じ。田辺エージェンシーに所属していた。

## 来歴
父はフィリピン人、母は日本人である。身長160cm（1976年当時）。血液型はB型。沖縄県浦添市で生まれ、生後間もなく長崎県佐世保市に移って小学3年生時までそこで過ごす。
両親が良く聴くスタンダードナンバーや映画音楽の影響を強く受ける音楽環境の中で育つ。そのようなこともあって、物心付いた子供の頃から歌謡曲ばかりを歌い、童謡などは歌ったことが無かったという。子供の頃はピアノ、バレエなどを習っていた。
小学4年生時に一家は沖縄へ戻り、アメリカンスクールに入学する。アメリカンスクール時代には生徒会長になったこともあり、学校の「○○クイーンコンテスト」（バレンタインクイーン、バラのクイーン、クリスマス雪のクイーン、ハロウィンクイーン）でのクイーンの座を全部独占したこともあった。
1975年の夏休みに、友達がエレクトーンを弾いていたレストランでアルバイトで歌うことになる。ある日、そのレストランにたまたま琉球放送のディレクターが来ており、当人の歌を聴いて「これはいける」と判断して、『全日本歌謡選手権』（読売テレビ製作）への出演を要請される。最初は断っていたが、そのディレクターの熱意と友人の強い勧めにも押されて最後には承諾して同番組に出場。
全日本歌謡選手権では、1週目は沖縄国際海洋博覧会の会場での公開収録で「ある日の午後」（森山良子）を歌い勝ち抜け、以後2週目に「愛の終止符」（中村晃子）、3週目に「白いギター」（チェリッシュ）、4週目に「渚のささやき」（チェリッシュ）と披露して勝ち抜けて行く。そして10週勝ち抜き、第39代チャンピオンに輝いた。勝ち抜きを重ねるさなかで次々に各事務所からスカウトが舞い込み、その中から田辺エージェンシーに所属することとなった。1976年4月5日、シングル『あなたに帰れない』で歌手デビューした。
翌1977年に「朱礼 毬子」（しゅれい まりこ）に改名し、同年にシングル『とりのこされて』をリリースするが、出したシングルはこれが最後となっている。

## 人物
趣味はドライフラワー、小物（小瓶人形など）集め。特技は乗馬。好きな食べ物は焼き魚、納豆、果物、冷奴（いずれも1976年当時公表のプロフィールによる）。子供の頃はピアノ、バレエなどを習っていた。
性格はいわゆる“ジャジャ馬”と言われるほど活発なタイプで、海に潜って熱帯魚を獲ったり、ケガややけどもしたことがあるほどで、親たちをよくハラハラさせていたという。
グループ・サウンズブームの頃は、渡辺茂樹（ザ・ワイルドワンズ）、瞳みのる（ザ・タイガース）、野口ヒデト（オックス）、萩原健一（ザ・テンプターズ）のファンだった。歌手デビュー以後は、カーペンターズ、スタイリスティックス、エンゲルベルト・フンパーディンク、ユーライア・ヒープが好きであることを公言している。
目指す歌手像について「人の心を打つ歌手になりたいとは思わない。ただ一生懸命に好きな歌を歌いたいだけ歌って、コンサートをたくさんやりたい。ロック、スタンダード、ポピュラーをやりたい」と話していたことがある。

## ディスコグラフィー

### シングル
| 発売日       | レーベル         | 面 | タイトル               | 作詞       | 作曲     | 編曲       |
| ------------ | ---------------- | -- | ---------------------- | ---------- | -------- | ---------- |
| 1976年4月5日 | ビクター音楽産業 | A  | あなたに帰れない       | 橋本淳     | 筒美京平 | 萩田光雄   |
| 1976年4月5日 | ビクター音楽産業 | B  | 心が晴れるまで         | 橋本淳     | 筒美京平 | 萩田光雄   |
| 1976年       | ビクター音楽産業 | A  | そばに来て、ここに来て | 橋本淳     | 丹羽応樹 | 森岡賢一郎 |
| 1976年       | ビクター音楽産業 | B  | 海の見えるアパート     | 橋本淳     | 丹羽応樹 | 森岡賢一郎 |
| 1977年       | ビクター音楽産業 | A  | とりのこされて         | 出倉ひろし | 福島新一 | 福島新一   |
| 1977年       | ビクター音楽産業 | B  | 明日わからない         | 福島新一   | 福島新一 | 福島新一   |

1. ↑  『あなたに帰れない』は、CD『筒美京平ウルトラ・ベスト・トラックス ビクター 70's Collection』（VICL-60192　1998年3月21日発売）に収録されてCD化。